# Reminder
Singles de The Weeknd
Lust for Life
(2017) Rockin'
(2017)
Clip vidéo
[vidéo] « Reminder », sur YouTube
Reminder est une chanson du chanteur canadien The Weeknd parue sur son troisième album Starboy.

## Écriture
Elle est écrite par Dylan Wiggns, Jason Quenneville et ses producteurs Doc McKinney, Mano et Cirkut. Elle est sortie le 24 février 2017 en tant que quatrième single de l'album hors États-Unis[réf. nécessaire]. Le 9 mai 2017 elle sort aux États-Unis comme single pour la diffusion radio,.
Un remix de la chanson a été sorti le 1er août 2017 et présente de nouveaux couplets des rappeurs américains ASAP Rocky et Young Thug.

## Accueil commercial
Aux États-Unis, Reminder s'est classé dans le Billboard Hot 100 américain, atteignant la 31e place ainsi que le top 10 des classements Hot R&B Songs et Hot R&B/Hip-Hop Songs. Le single s'est également classé au Canada, ayant atteint la 16e place du Canadian Hot 100.
En France, le single atteint la 73e place du Top Singles & Titres.

## Clip vidéo
Le clip de Reminder, réalisé par Kid Studio, est sorti le 16 février 2017. Il présente des caméos des artistes Drake, ASAP Rocky, Travis Scott, Bryson Tiller, YG, French Montana, Metro Boomin, Belly, Nav, Derek Wise et le co-manager de The Weeknd, Amir "Cash" Esmailian. Le clip a reçu quatre nominations aux MTV Video Music Awards 2017 : vidéo de l'année, meilleure réalisation, meilleure direction artistique et meilleur montage.

## Liste de titres
| 1. | Reminder | 3:51 |

| 1. | Reminder (Remix) (feat. A$AP Rocky et Young Thug) | 3:41 |

## Crédits
- The Weeknd (Abel Tesfaye) – voix, écriture, production exécutive, coproduction
- Dylan Wiggins – clavier, basse
- Doc McKinney – production, production exécutive, ingénieur du son
- Cirkut – production, ingénierie sonore
- Mano – production
- Josh Smith – ingénieur du son
- Manny Marroquin – mixage audio
- Chris Galland – ingénieur du mixage
- Jeff Jackson, Robin Florent – assistant mixage
- Tom Coyne, Aya Merrill – mastérisation

## Classements et certifications

### Classements hebdomadaires
| Classement (2016-17)                    | Meilleure position |
| --------------------------------------- | ------------------ |
| Allemagne (GfK Entertainment)           | 93                 |
| Belgique (Flandre Ultratop R&B/Hip-Hop) | 30                 |
| Canada (Hot 100)                        | 16                 |
| Canada (CHR/Top 40)                     | 6                  |
| Canada (Hot AC)                         | 39                 |
| États-Unis (Hot 100)                    | 31                 |
| États-Unis (R&B/Hip-Hop Songs)          | 7                  |
| États-Unis (Hot R&B Songs)              | 7                  |
| États-Unis (Rhythmic Songs)             | 8                  |
| France (SNEP)                           | 73                 |
| Nouvelle-Zélande Heatseekers (RMNZ)     | 2                  |
| Pays-Bas (Single Top 100)               | 60                 |
| Portugal (AFP)                          | 52                 |
| Royaume-Uni (UK Singles Chart)          | 39                 |
| Royaume-Uni (UK R&B Chart)              | 8                  |
| Slovaquie (IFPI Singles Digitál)        | 28                 |
| Suède (Sverigetopplistan)               | 76                 |
| Suisse (Schweizer Hitparade)            | 86                 |
| Tchéquie (IFPI Singles Digitál)         | 59                 |

### Certifications
| Pays | Certification | Ventes     |
| --- | ------------- | ---------- |
| Canada (Music Canada)                                                                                            | 3 × Platine   | 240 000^   |
| Danemark (IFPI Danmark)                                                                                          | Or            | 45 000‡    |
| États-Unis (RIAA)                                                                                                | 2 × Platine   | 2 000 000^ |
| Portugal (AFP)                                                                                                   | Or            | 5 000‡     |
| Royaume-Uni (BPI)                                                                                                | Argent        | 200 000‡   |
| ^Mise en rayon selon la certification xNon précisé par la certification ‡ventes/streaming selon la certification |               |            |

## Historique de sortie
| Pays       | Date             | Format                                    | Label(s)        | Réf.              |
| ---------- | ---------------- | ----------------------------------------- | --------------- | ----------------- |
| Divers     | 25 novembre 2016 | - CD - téléchargement - streaming (album) | - XO - Republic | [réf. nécessaire] |
| Divers     | 24 février 2017  | - Téléchargement - streaming              | - XO - Republic | [réf. nécessaire] |
| États-Unis | 9 mai 2017       | Diffusion radio (rhythmic contemporary)   | - XO - Republic | ,                 |
| États-Unis | 1er août 2017    | - Téléchargement - streaming              | - XO - Republic | [ 3 ]             |